# César Campos Quesada
César Campos Quesada fue un militar y político peruano. General del Ejército del Perú. Fue ministro del Interior del Perú de 1975 a 1976, durante el gobierno militar del general Francisco Morales Bermúdez. 

## Biografía
Ingresó a la Escuela Militar de Chorrillos, de donde egresó como alférez de caballería.
Durante el segundo gobierno de Manuel Prado Ugarteche fue ascendido al rango de coronel, por resolución legislativa del Congreso, de enero de 1962.
Formó parte del grupo de coroneles que apoyaron al general Juan Velasco Alvarado en el golpe de Estado de 1968 y en la instalación del autodenominado Gobierno Revolucionario de la Fuerza Armada. Ejerció el cargo de director superior durante la gestión del general Armando Artola Azcárate en el Ministerio del Interior, nuevo nombre que adoptó por entonces el antiguo Ministerio de Gobierno y Policía. Fue por entonces ascendido al rango de General de Brigada.
Tras el relevo del mando del presidente Velasco y la ascensión al poder del general Francisco Morales Bermúdez, el 3 de setiembre de 1975 juró como ministro del Interior. En total fueron cinco los cambios ministeriales que se hicieron entonces, lo que denotaba una nueva orientación en la política de lo que vino en llamarse la segunda fase del gobierno de la Fuerza Armada.
Durante su gestión ministerial realizó una política de tolerancia con respecto a la libertad de expresión. Volvieron a aparecer publicaciones anteriormente clausuradas como Opinión Libre, Oiga, entre otras.
Ejerció como ministro hasta febrero de 1976, cuando fue reemplazado por el general Luis Cisneros Vizquerra. Al igual que los demás oficiales del Ejército de tendencia velasquista, fue separado de la función pública y relegado a las funciones castrenses.